# Owl River
Owl River är ett vattendrag i Kanada.   Det ligger i provinsen Manitoba, i den östra delen av landet, 1 800 km nordväst om huvudstaden Ottawa.
Omgivningarna runt Owl River är i huvudsak ett öppet busklandskap. Trakten runt Owl River är nära nog obefolkad, med mindre än två invånare per kvadratkilometer.